# IIFA Award/Innovation in Indian Cinema
Die Gewinner des IIFA Innovation in Indian Cinema Award waren:
| Jahr | Gewinner   |
| ---- | ---------- |
| 2000 | kein Preis |
| 2001 | kein Preis |
| 2002 | kein Preis |
| 2003 | kein Preis |
| 2004 | kein Preis |
| 2005 | kein Preis |
| 2006 | Hanuman    |
| 2007 | UFO-Movies |